# Dipturus maugeanus
Zearaja maugeana es una especie de pez de la familia de los Rajidae en el orden de los Rajiformes.

## Morfología
Los machos pueden llegar a alcanzar los 70,6 cm de longitud total y las hembras 84.

## Reproducción
Es ovíparo y las hembras ponen huevos envueltos en una cápsula córnea.

## Hábitat
Es un pez de mar y de clima templado.

## Distribución geográfica
Se encuentra en el Océano Pacífico suroccidental: el sudoeste de Tasmania.

## Observaciones
Es inofensivo para los humanos. 